# Ordine della Repubblica Spagnola
L'Ordine della Repubblica Spagnola è stato un'onorificenza della Seconda Repubblica Spagnola.

## Storia
L'Ordine della Repubblica Spagnola venne istituito dal governo della Seconda Repubblica Spagnola come onorificenza civile della Repubblica con un decreto del 1932. L'anno precedente tutti gli ordini civili della Monarchia, ad eccezione dell'Ordine di Isabella la Cattolica e dell'Ordine Civile d'Africa, erano stati soppressi.
Era concesso a tutte quelle persone che avessero avvantaggiato la Repubblica e il popolo spagnolo con i loro meriti e le loro opere personali nell'esercizio della loro professione.
Dopo la sconfitta delle forze repubblicane nella guerra civile spagnola, il governo di Francisco Franco soppresse tutte le onorificenze repubblicane e ripristinò l'Ordine al Merito Militare, l'Ordine di Merito navale, l'Ordine al Merito Aeronautico, l'Ordine della Croce Rossa Spagnola e le altre medaglie. Nelle insegne di questi ordini si limitò a sostituire con una corona muraria la vecchia corona reale.
Il governo repubblicano spagnolo in esilio assegnava un ordine che era una semplice medaglia con un nastro dei colori repubblicani spagnoli.

## Classi
Inizialmente l'Ordine disponeva delle seguenti classi di benemerenza:
- Collare: capi di Stato e persone della massima importanza che siano già stati insigniti della fascia da almeno cinque anni
- Fascia: capi di Stato, vicepresidenti, eredi, primi ministri, presidenti di Parlamento, ministri, ambasciatori, generali di divisione e vice ammiragli
- Placca: tra gli altri, segretari di Stato, direttori, generali di brigata, retroammiragli, governatori, sindaci di grandi città, amministratori universitari, prelati, funzionari pubblici con stipendio superiore a 15 000 pesetas
- Commendatore: ranghi più bassi (ad esempio capitani di fregata, presidi di facoltà, membri di accademie scientifiche, dipendenti pubblici con stipendio superiore a 10 000 pesetas)
- Insegna di Ufficiale: capitani di corvetta, dipendenti pubblici con stipendio superiore a 7 000 pesetas
- Insegna di Cavaliere: ufficiali di esercito e marina, dipendenti pubblici con stipendio superiore a 3 000 pesetas
- Medaglia d'Argento
- Medaglia di Bronzo

Nel 1934 furono aggiunte la categoria collettiva e due categorie specifiche per le donne.
- Insegna (a persone giuridiche)
- Fascia
- Fiocco

La classe di collare era riservato ai capi di Stato stranieri e poteva essere indossato dal Presidente della Repubblica come gran maestro dell'Ordine.
Con decreto del 30 ottobre del 1934, l'Ordine venne dotato della classe di cravatta che poteva essere attaccata alle bandiere e agli stendardi delle organizzazioni premiate.
Con decreto del 4 dicembre 1934 furono stabilite e regolate anche le condizioni per l'assegnazione dei vari gradi e le promozioni a classi superiori.

## Insegne

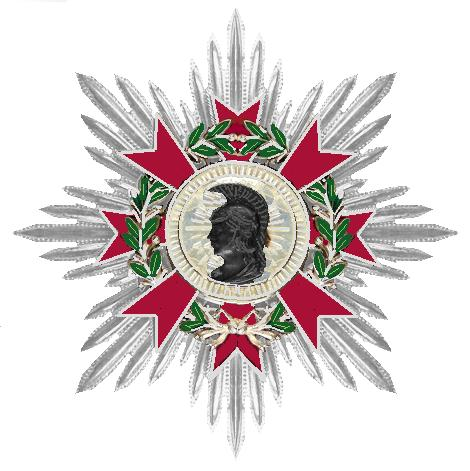
Insegna di ufficiale.

- Il nastro era composto da tre strisce uguali di colore rosso, giallo e viola.

## L'Ordine nella faleristica
Poiché la vita di questo ordine fu molto breve, acquisì un valore straordinario per i collezionisti internazionali a causa della rarità dei pezzi. Esso rappresenta per i collezionisti un bell'esempio di un ordine già estinto che può essere acquistato a un alto prezzo nel mercato, specialmente nei suoi gradi più alti.
Nel Museo della Legion d'onore di Parigi è custodito il collare che fu concesso al Presidente della Repubblica francese Albert Lebrun nel 1932.